# Marpurgi
Marpurgi, zgodovinski roman, ki je zasnovan kot dnevniški zapiski, je delo pisateljice in literarne znanstvenice Zlate Vokač. Izšel je leta 1985. Njegovo nadaljevanje je Knjiga senc. Oba sta umeščena v obdobje srednjega veka.
Romaneskna tehnika t. i. dvopoglednosti in večglasnosti, to je sočasnega slikanja dogodkov iz različnih perspektiv in z različnimi glasovi, se kaže kot izpoved zdaj doktorja Hannesa, zdravnika, zdaj Mathiasa, uglednega člana mestnega pesniškega ceha. Oba protagonista se med seboj zelo razlikujeta. Prvi je izobražen in širok, drugi precej ozkosrčen ter v umetnosti pesnjenja kljub trudu zelo povprečen mož. Ker v svojih dnevnikih vsak iz svojega zornega kota in s širino oz. ozkostjo lastnih mnenj pripovedujeta o istih zgodovinskih ali osebnih dogodkih, nastaja pred bralcem zanimiva in večplastna zgodbovina srednjeveškega Maribora in njegovih najbolj izstopajočih protagonistov, za katere pisateljica zatrjuje, da so vsi – razen lepe Miriam, ki je lik iz legende – prave zgodovinske osebnosti. Dogajanje v romanu poteka od septembra 1455 do oktobra 1456.
Začne se s prvoosebnim poročilom dr. Hannesa, zdravnika in izobraženca, ki ga je mati, kneginja Barbara Celjska, skrivaj rodila v marpurški judovski hiši dr. Hajmba ter ga dala družini nato v posvojitev. Mladi dr. Hannes je doraščal v ljubečem okolju pri adoptivnih starših, ki so mu omogočili izobrazbo na različnih tujih univerzah. Oblikovale so ga v humanističnega nemirneža, vendar navezanega na rodni Marpurg, v katerega se vedno znova vrača. Hannesova pripoved je umeščena v leto 1455, dve leti po padcu Carigrada, v njej pa z natančnostjo in znanjem zgodovinarja pripoveduje tudi o preteklosti mesta, pričenjajoč z njegovo rimsko dobo in začetkom gospodarskega razvoja, kmalu preide na zgodovino judovske skupnosti v Marpurgu. Omenja njen trgovski duh. Judovska četrt je eno najpomembnejših dogajališč v romanu. Podrobnosti v njej so natančno izrisane, vanjo pa je umeščena tudi zgodba o deklici Šariki, ki se nadaljuje v naslednjem romanu. Dr. Hannes ob sprehodih ob Dravi razmišlja o svetu in zavrača krščansko askezo, zelo je naklonjen uprizarjanju miraklov in raznih burkaških spretnosti na mestnih trgih. Del romaneskne zgodbe tvorita člana pesniškega ceha, nadarjeni Jani in povprečni Mathias. V romanu je veliko prizorov, iz katerih je razvidno, da je živel srednjeveški Marpurg ne le živahno trgovsko, temveč tudi bogato kulturno življenje.